# Liste der Baudenkmäler in Landshut-Peter und Paul
In der Liste der Baudenkmäler in Landshut–Peter und Paul sind die Baudenkmäler im Landshuter Stadtbezirk 05 Peter und Paul aufgelistet.
Diese Liste ist eine Teilliste der Liste der Baudenkmäler in Landshut. Grundlage der Liste ist die Bayerische Denkmalliste, die auf Basis des bayerischen Denkmalschutzgesetzes vom 1. Oktober 1973 erstmals erstellt wurde und seither durch das Bayerische Landesamt für Denkmalpflege geführt und aktualisiert wird. Die folgenden Angaben ersetzen nicht die rechtsverbindliche Auskunft der Denkmalschutzbehörde.

## Baudenkmäler
| Lage                                                           | Objekt                                                    | Beschreibung | Akten-Nr.      | Bild                    |
| -------------------------------------------------------------- | --------------------------------------------------------- | --- | -------------- | ----------------------- |
| Am Vogelherd 1 (Standort)                                      | Villa Bellevue                                            | zweigeschossiger Krüppelwalmdachbau mit polygonalem Eckerker und Rundturm, Anfang 20. Jh. | D-2-61-000-611 | weitere Bilder          |
| Am Vogelherd 14 (Standort)                                     | XIX. Burgfriedenssäule                                    | mit Tonwappen, bez. 1766 und 1838 (Im offiziellen Flyer der Stadt Landshut: Standort 30; Burgfriedenssäule XVI) | D-2-61-000-13  | weitere Bilder          |
| Carossaweg 1 (Standort)                                        | Wohnhaus                                                  | zweigeschossiger Satteldachbau, in Hanglage über hohem Kellergeschoss, 1924/25; Garteneinfriedung, gleichzeitig. Stand Ende Mai 2025: wird gerade mit denkmalgerechten Fenstern renoviert. | D-2-61-000-794 | BW                      |
| Christoph-Dorner-Straße 8 (Standort)                           | Magdalenenheim (ehemaliges Krankenhaus, jetzt Altersheim) | zweigeschossiger Bau mit Volutengiebeln und Kapellenturm, 1739–1744; Hauskapelle, Mitte 17. Jh.; mit Ausstattung | D-2-61-000-160 | weitere Bilder          |
| Friedhofstraße 6 (Standort)                                    | Ehem. Exerzierhalle                                       | der von 1853 bis 1863 errichteten und 1965 abgebrochenen Max II.-, später Schwere-Reiter-Kaserne, romanisierender Klinkerbau mit 3 zu 10 Achsen, Satteldachhalle mit offenem Stuhl aus Polonceau-Bindern | D-2-61-000-633 | weitere Bilder          |
| Gestütstraße 5 a (Standort)                                    | Ehemaliges Verwaltergebäude des Landgestüts Landshut      | zweigeschossige Villa mit Walmdächern und polygonalem Ecktürmchen mit Zwiebelhaube, erbaut 1901/02; mit Einfriedung, wohl gleichzeitig; zugehörig Waschhaus, ebenerdiger Satteldachbau mit neubarockem Giebel, wohl gleichfalls von 1901/02 | D-2-61-000-213 | weitere Bilder          |
| Gestütstraße 5; Gestütstraße 10 (Standort)                     | Ehemaliges Landgestüt Landshut                            | große Anlage im Südosten der Stadt von Gestüt- und Sigmund-Schwarz-Straße begrenzt, mit Reitbahn und altem Baumbestand in Parkanlage; Hauptgebäude, dreigeschossiger Mittelbau mit Durchfahrt, Flügelbauten mit Stallungen aus böhmischen Kappen über gusseisernen Stützen, 1860/61 nach Plänen von Johann Baptist Bernlochner, Erweiterung von 1886/88; Schmiede mit Gestütswärterwohnung, zweigeschossiger Putzbau mit flachem Walmdach, Erdgeschoss 1860/61, Aufstockung von 1910/11; Pferdestall, zweigeschossiger Ziegelbau mit Satteldach und Holzverschalungen, um 1900; Ehemalige Krankenstallungen, langgestreckter Satteldachbau mit geständertem Versorgungsgang, 1903; Reithalle mit angebauter Zuschauertribüne und Requisitenkammer von 1901/03; Aufseher- und Sattelmeisterhaus (früher Gastwirtschaft), zweigeschossiger Walmdachbau mit Zwerchhäuschen, wohl Mitte 19. Jh.; Ehemaliges Verwaltergebäude (siehe unter Gestütstr. 5a) | D-2-61-000-212 | weitere Bilder          |
| Hagrainer Straße 29 (Standort)                                 | Wohnhaus                                                  | erdgeschossiger Mansarddachbau, Anfang 19. Jahrhundert | D-2-61-000-224 | weitere Bilder          |
| Hagrainer Straße 59 b (Standort)                               | XX. Burgfriedenssäule                                     | mit Marmorwappen von 1603. Sie steht im Garten Hagrainer Straße 59b (Im offiziellen Flyer der Stadt Landshut: Standort 31; Burgfriedenssäule XVII) | D-2-61-000-14  | weitere Bilder          |
| Hagrainer Straße 70 (Standort)                                 | VII. Burgfriedenstein                                     | von 1736; steht ca. 103 m oberhalb der Hagrainer Straße und westlich der Altweg-Schlucht in der Wiese hinter dem Garten von Hagrainer Straße 70a auf einer Kuppe (Im offiziellen Flyer der Stadt Landshut: Standort 32; Burgfriedensstein V) | D-2-61-000-20  | VII. Burgfriedenstein   |
| Hagrainer Straße 71 (Standort)                                 | Ehemaliges Bauernhaus                                     | erdgeschossig, mit Krüppelwalm, 1. Hälfte 19. Jahrhundert | D-2-61-000-226 | weitere Bilder          |
| Nähe Kreuzung Hagrainer Straße / Filsermayer Straße (Standort) | XXI. Burgfriedenssäule                                    | mit Marmorwappen von 1724, auf der Anhöhe südlich der Hagrainer Straße und östlich der Filsermayerstraße an der Flurstücksgrenze von Hagrainer Straße 66c (Im offiziellen Flyer der Stadt Landshut: Standort 33; Burgfriedenssäule XVIII) | D-2-61-000-15  | XXI. Burgfriedenssäule  |
| Isarweg (Standort)                                             | XI. Burgfriedenssäule                                     | mit Marmorwappen von 1766, steht am Isarweg westlich der Adenauer-Brücke (Im offiziellen Flyer der Stadt Landshut: Standort 22; Burgfriedenssäule XI) | D-2-61-000-8   | XI. Burgfriedenssäule   |
| Podewilsstraße 3 (Standort)                                    | Verwaltungsbau                                            | zweigeschossiger Walmdachbau mit Eckrisaliten, um 1900 | D-2-61-000-442 | weitere Bilder          |
| Schönbrunner Straße 15 (Standort)                              | Villa                                                     | zweigeschossig, mit Mansardwalmdach und geschmiedetem Balkongitter, 1895 | D-2-61-000-490 | weitere Bilder          |
| Schützenstraße 1 a, Friedhofstraße 1 (Standort)                | Städtischer Hauptfriedhof                                 | angelegt 1805 unter Erweiterung des Armen- und Militärfriedhofs, Ummauerung 1818; im Hauptportal von 1819 eingemauertes romanisches Portal (von der abgebrochenen Klosterkirche Münchsmünster bei Vohburg stammend), 1. Hälfte 13. Jahrhundert; Friedhofskapelle, Zentralbau, 1. Viertel 19. Jahrhundert; Aussegnungshalle mit Arkadengang, neuromanisch, wohl noch 1. Hälfte 19. Jahrhundert; Parkbank aus Sandstein mit klassizistischen Motiven am Hauptportal, 1. Hälfte 19. Jahrhundert; Grabstätten an der Südmauer: Illinger, neugot., 2. Hälfte 19. Jahrhundert; Wurm/Münsterer, neugot., 2. Hälfte 19. Jahrhundert; Deutter, klassizistisch, vielleicht von Thomas Jorhan, um 1821; Stumbeck und Butz/Schön, wohl unter Verwendung von Renaissanceepitaphien des 16. Jahrhunderts; Pausinger, neugot., 2. Hälfte 19. Jahrhundert; Hilz, neugot., 2. Hälfte 19. Jahrhundert; Wittmann, neugot., 2. Hälfte 19. Jahrhundert; Kaufmann, 1. Hälfte 19. Jahrhundert; Mayrhofer, 2. Hälfte 19. Jahrhundert; Grabstätten an der Ostwand: Eckart, neugot., um 1900, mit Totenleuchten; Mitterwallner, neugot., 2. Hälfte 19. Jh.; Schmidtner, 2. Hälfte 19. Jh.; Grabstätten an der Nordmauer: Rieger, 2. Hälfte 19. Jh.; Engel, 2. Hälfte 19. Jh.; Pecheder, 2. Hälfte 19. Jh.; Oberpaur, 2. Hälfte 19. Jh.; Neumayr, prachtvolle neugotische Grabstätte, 2. Hälfte 19. Jh.; Kaufmann, 1. Hälfte 19. Jh. und um 1920; Fischer, 2. Hälfte 19. Jh.; Gerl, 2. Hälfte 19. Jh.; Thoman/Attenkofer, schöne Ätzplatte, 1. Hälfte 19. Jh.; Wirth, neugot., 2. Hälfte 19. Jh.; Grabstätten bei der Friedhofskapelle: Kriegergedächtnistumba zum Gedächtnis an 1870/71; Grabstein Finsterlin, neugot., 2. Hälfte 19. Jh. | D-2-61-000-208 | weitere Bilder          |
| Nähe Schützenstraße (Standort)                                 | Gedenkstein                                               | aus Rotmarmor für die bei der Einnahme Landshuts durch die Schweden am 22. Juli 1634 gefallenen Bürger, errichtet am 22. Juli 1834; in der Isaranlage | D-2-61-000-142 | weitere Bilder          |
| Schützenstraße 2 (Standort)                                    | Wohnhaus                                                  | dreigeschossiger Klinkerbau, 2. Hälfte 19. Jahrhundert | D-2-61-000-491 | weitere Bilder          |
| Schützenstraße 55; Schützenstraße 57 (Standort)                | Evangelisch-lutherische Erlöserkirche                     | Backsteinbau mit freistehendem Campanile; mit Ausstattung; angebautes Pfarrhaus, zweigeschossiger Satteldachbau; Garage; 1960–1963 von Hans Döllgast | D-2-61-000-640 | weitere Bilder          |
| Uhlandstraße 2 (Standort)                                      | XXII. Burgfriedenssäule                                   | mit Marmorwappen von 1603, in Gartengrundstück nähe Kreuzung Uhland- und Eichendorffstraße (Im offiziellen Flyer der Stadt Landshut: Standort 34; Burgfriedenssäule XIX) | D-2-61-000-16  | XXII. Burgfriedenssäule |